# Bundesarbeitsblatt
Das Bundesarbeitsblatt war ein bis 2006 vom Bundesministerium für Arbeit und Soziales (BMAS) herausgegebenes Bekanntmachungsorgan, in dem Wissenswertes zu Themen und Gesetzesinitiativen aus Arbeit und Beschäftigung, Arbeitsschutz, Arbeitsrecht und Sozialpolitik veröffentlicht wurde. Im Teil „Amtliche Bekanntmachungen“ standen z. B. Bekanntmachungen zum Thema Arbeitsschutz, Versorgungs- und Behindertenrecht.
Das Bundesarbeitsblatt wurde mit der Ausgabe 12/2006 eingestellt. Das Arbeitsministerium veröffentlicht seine Bekanntmachungen seitdem im Gemeinsamen Ministerialblatt der Bundesregierung.